# Матковський Володимир Ісакович
Володи́мир Іса́кович Матко́вський (рос. Владимир Исаакович Матковский; нар. 28 грудня 1899 (10 січня 1900), Тбілісі — † 1979) — радянський віолончеліст. Заслужений артист РРФСР (1951).

## Біографія
Володимир Матковський народився в сім'ї музиканта. 1922 року закінчив Московську консерваторію по класу віолончелі в Альфреда Глена. Від 1919 року перший помічник концертмейстера групи віолончелей, в 1922—1953 роках соліст оркестру Большого театра в Москві.
Матковський поєднував роботу в оркестрі з концертною діяльністю, виступав у сольних і симфонічних концертах. Був майстром кантилени.